# 我才不會對黑崎君說的話言聽計從
《黑惡魔的甜蜜制裁》是漫畫家Makino在別冊FRIEND上從2014年2月號至2021年11月號連載的日本漫畫作品。

## 故事簡介
高中生赤羽由宇因為父母調職的關係，遷入由宇一直所憧憬的「白王子」白河拓海當宿舍長的學校宿舍。在搬入當天，卻因為意外跟拓海的好友「黑惡魔」黑崎晴人起了爭執並把對方的頭髮剪掉。
在第二天對方以報復為由強吻了由宇，並要求她以後要對自己的命令絕對服從。於是由宇開始了在黑惡魔晴人手下耍弄的生活……

## 登場角色
黑崎晴人
在學校中被人稱為黑惡魔，傳說在初中時代時把學校的玻璃全部打破，及以一人之力把當地暴走族全滅。學生宿舍副舍長。因為眼神恐怖而且性格惡劣，不擅長處理人際關係，而且有潔癖，除了拓海以外不會接近其他人，也沒有人敢接近他。
因為初中時代的經歷被父親所厭惡著，所以並不願意過於出風頭。但其實樣子很帥氣而且學習跟運動神經都很好，所以在剪短頭髮後大家開始轉稱他為黑王子。要求由宇要對自己絕對服從，並對她跟拓海的關係看不順眼，卻十分肯定她是屬於自己的，但是卻否認自己喜歡由宇。
赤羽由宇
初中時代是個不起眼的女生，因為在畢業當天被男生嘲笑，不服輸的性格叫她決定要改變成為夢想中的自己。
進入高中以後雖然憧憬著「白王子」白河拓海並想跟他交往，但因為意外而被「黑惡魔」黑崎晴人強吻，被要求對他絕對服從，在多番反抗下開始喜歡上對方。
白河拓海
在學校中被人稱為白王子。是女生們所憧憬的美少年。學生宿舍舍長。
跟晴人是好友，視對方為自己的英雄。對於由宇竟然敢反抗晴人感到有趣，於是跟對方交往了一段短時間，但其實只是將其當成一場遊戲。比較起由宇其實更在意晴人的反應，但後來慢慢喜歡上由宇。雖然表面上是很溫柔的人，但其實底下藏著壞心眼的一面。
梶祐介
為人有點蠢而且直接。在初中時期一直被欺負，所以升上高中後想要變強而改變形象，但剛住進宿舍便因為亂丟垃圾而得罪了晴人，險被趕出宿舍。後來在對方的指導及信任下開始把恐懼轉成仰慕，不知不覺間成為了對方的跟班。喜歡由宇的朋友鱈子。
蘆川芽衣子
由宇的朋友，因為在泳池遇溺時被晴人救起而喜歡上對方，經常拜託由宇幫忙給她跟晴人製造機會。
來栖貴子
由宇的朋友，暱稱鱈子。體型微胖，巨乳。
小兼井剛
跟由宇在打工的餐廳認識。初中時跟晴人同讀一班，因此受牽連而被討厭晴人的人找茬，即使上到高中後仍然活在其陰影之下，所以把自己人生的失敗都推到晴人身上。喜歡大膽強勢的由宇，視對方為聖女貞德。因為被對方的行為所激勵而鼓起勇氣轉到晴人他們的學校去。
森麻子
住在學生宿舍的女生，因為妒嫉由宇跟拓海跟晴人的關係，於是跟菜摘及美莉設計她進男子浴室。
山田菜摘
住在學生宿舍的女生。
水野美莉
住在學生宿舍的女生。

## 出版書籍

### 單行本
| 卷數 | 講談社         | 講談社                                        | 尖端出版       | 尖端出版               |
| 卷數 | 發售日期       | ISBN                                          | 發售日期       | ISBN                   |
| ---- | -------------- | --------------------------------------------- | -------------- | ---------------------- |
| 1    | 2014年6月13日  | ISBN 978-4-06-341926-9                        | 2015年9月15日  | ISBN 978-957-10-6178-8 |
| 2    | 2014年9月12日  | ISBN 978-4-06-341941-2                        | 2015年9月15日  | ISBN 978-957-10-6179-5 |
| 3    | 2015年1月13日  | ISBN 978-4-06-341962-7                        | 2016年1月20日  | ISBN 978-957-10-6435-2 |
| 4    | 2015年5月13日  | ISBN 978-4-06-341981-8                        | 2016年3月15日  | ISBN 978-957-10-6531-1 |
| 5    | 2015年11月13日 | ISBN 978-4-06-392015-4 ISBN 978-4-06-358773-9 | 2016年5月23日  | ISBN 978-957-10-6640-0 |
| 6    | 2016年2月12日  | ISBN 978-4-06-392027-7                        | 2016年10月19日 | ISBN 978-957-10-6990-6 |
| 7    | 2016年7月13日  | ISBN 978-4-06-392046-8                        |                |                        |
| 8    | 2016年11月11日 | ISBN 978-4-06-392087-1 ISBN 978-4-06-362338-3 |                |                        |
| 9    | 2017年4月13日  | ISBN 978-4-06-392110-6                        |                |                        |
| 10   | 2017年9月13日  | ISBN 978-4-06-392129-8                        |                |                        |
| 11   | 2018年2月13日  | ISBN 978-4-06-510915-1                        |                |                        |
| 12   | 2018年7月13日  | ISBN 978-4-06-512036-1                        |                |                        |
| 13   | 2019年1月11日  | ISBN 978-4-06-514225-7                        |                |                        |
| 14   | 2019年6月13日  | ISBN 978-4-06-516034-3                        |                |                        |
| 15   | 2019年11月13日 | ISBN 978-4-06-517635-1                        |                |                        |
| 16   | 2020年4月13日  | ISBN 978-4-06-519137-8                        |                |                        |
| 17   | 2020年10月13日 | ISBN 978-4-06-521083-3                        |                |                        |
| 18   | 2021年3月12日  | ISBN 978-4-06-522610-0                        |                |                        |
| 19   | 2021年11月12日 | ISBN 978-4-06-525004-4 ISBN 978-4-06-526039-5 |                |                        |

### 小說
| 卷數 | 講談社        | 講談社                 |
| 卷數 | 發售日期      | ISBN                   |
| ---- | ------------- | ---------------------- |
| 1    | 2018年2月13日 | ISBN 978-4-06-393308-6 |
| 2    | 2018年2月13日 | ISBN 978-4-06-393309-3 |
| 3    | 2018年7月13日 | ISBN 978-4-06-511971-6 |

## 廣播劇CD
2015年5月16日公佈廣播劇CD化，並發表了一部分的聲優名單。同年8月發表了赤羽由宇、黑崎晴人、白河拓海及梶的聲優陣容。
故事內容為收錄在單行本第1卷的「由宇的入住宿舍故事」以及原創故事，CD跟隨於11月13日在第五卷特製版單行本限量附送。

### 聲優陣容
- 赤羽由宇：小松未可子
- 黒崎晴人：石川界人
- 白河拓海：小野賢章
- 梶：下野紘

## 電影
「我才不會對黑崎君的話言聽計從」於2015年8月籌拍電影版，2016年2月27日於日本上映。導演為月川翔、劇本為曾參與《花咲舞無法沉默》編劇的松田裕子。由Sexy Zone的中島健人主演。主題曲為Sexy Zone主唱的「Make My Day」，收錄於Sexy Zone於2015年12月16日發售的第十隻單曲CD「Colorful Eyes」裡。此曲同時為電視劇版的主題曲。

### 演員
- 黑崎晴人：中島健人（Sexy Zone）
- 赤羽由宇：小松菜奈
- 白河拓海：千葉雄大
- 蘆川芽衣子：高月彩良[11]
- 梶祐介：岸優太（King & Prince）

## 電視劇
兩集特別電視劇「黑惡魔的甜蜜制裁」2015年12月21日及22日連續兩日深夜於日本電視台播出。主題曲是與電影版相同的「Make My Day」，由Sexy Zone主唱。
第一夜的故事講述由宇及晴人的初遇，及她與拓海之間的約會。第二夜的故事是拓海的青梅竹馬鈴音到訪，影響由宇及二人間的關係。

### 演員
- 黑崎晴人：中島健人 （Sexy Zone）
- 赤羽由宇：小松菜奈
- 白河拓海：千葉雄大
- 蘆川芽衣子：高月彩良
- 梶祐介：岸優太（King & Prince）
- 鱈子：川津明日香
- 一帆鈴音：夏帆
- 梶的朋友：岡山天音
- 西野綾：黑崎莉奈

### 工作人員
- 導演：河合勇人
- 劇本：松田裕子
- 製作出品：日本電視台

### 播放日期
| 各話                                                 | 播放日期 | 標題                           | 中文標題                             | 劇本     | 導演     | 收視率 |
| ---------------------------------------------------- | -------- | ------------------------------ | ------------------------------------ | -------- | -------- | ------ |
| 第一夜                                               | 12月22日 |                                | 由接吻開始的戀愛調教的超級虐待狂男子 | 松田裕子 | 河合勇人 | 4%     |
| 第二夜                                               | 12月23日 | 唇を押すと始まる疑似彼氏ゲーム | 由觸碰嘴唇開始的偽裝男友遊戲         | 松田裕子 | 河合勇人 | 5%     |
| 平均收視率4.5%（收視率由關東地區Video Research調查） |          |                                |                                      |          |          |        |

## 外部連結
- 別冊FRIEND 作品介紹『我才不會對黑崎君說的話言聽計從』 （页面存档备份，存于） （日語）
- 『黒崎くんの言いなりになんてならない』（マキノ）既刊一覧 | 講談社コミックプラス （页面存档备份，存于） （日語）
- 電影「我才不會對黑崎君說的話言聽計從」日本官方網頁（日語）
- 電視劇「我才不會對黑崎君說的話言聽計從」－日本電視台官方網頁 （页面存档备份，存于） （日語）

| 日本電視台 | 日本電視台                                                         | 日本電視台 |
| ---------- | ------------------------------------------------------------------ | ---------- |
|            | 我才不會對黑崎君說的話言聽計從 （2015年12月21日 - 2015年12月22日） |            |
| —          | —                                                                  |            |